# Ekchymóza
Ekchymóza (starším pravopisem ekchymosa, z lat.-řec. ecchymosis) je lékařský termín pro plochý, skvrnkovitý krevní výron. Ekchymosa je druhem purpury (purpura je obecné označení pro krvavé skvrny na kůži), která se dělí podle velikosti skvrn na petechie (tečky), sugilace (velikost mince, plošná krevní podlitina) přes ekchymosy k sufusím (velké krvavé skvrny).[zdroj?]
Příčinou ekchymóz jsou imunitní onemocnění, poškození cév, trombopenie (nedostatek krevních destiček), městnání krve následkem násilné komprese (např. škrcení, dávení; dochází k porušení cévních stěn následkem tlaku).